# Phillip Noyce
Phillip Noyce (Griffith, 29 april 1950) is een Australisch filmregisseur, producent en scenarioschrijver. Zijn eerste professionele film kwam uit in 1977. Hij brak door met Dead Calm (1989).

## Biografie

### Jeugdjaren
Noyce volgde onderwijs gevolgd op het Barker College in Sydney. Daar begon hij met het maken van korte films. Hij schreef zich in 1973 in aan de Australische Film en Televisie School en bracht zijn eerste professionele film Backroads uit in 1977.

### Carrière
Na zijn debuut bracht hij een aantal films uit en in 1978 won hij prijzen van het Australische Film Instituut voor beste film, regisseur en script. Voor de Australische televisie maakte hij twee miniseries met een andere Australische televisiemaker. De film Dead Calm bracht hem onder de aandacht in de Verenigde Staten. Noyces grootste commerciële succes kwam in 1994 met Clear and Present Danger.

## Filmografie
- 1978: Newsfront
- 1989: Dead Calm
- 1989: Blind Fury
- 1992: Patriot Games
- 1993: Sliver
- 1994: Clear and Present Danger
- 1997: The Saint
- 1999: The Bone Collector
- 2002: Rabbit-Proof Fence
- 2002: The Quiet American
- 2006: Catch a Fire
- 2010: Salt

- Biblioteca Nacional de España: XX1306517
- Bibliothèque nationale de France: cb13999350j (data)
- Gemeinsame Normdatei: 128589779
- International Standard Name Identifier: 0000 0001 2118 8362
- Library of Congress Control Number: no00018790
- Nationale Bibliotheek van Tsjechië: xx0068326
- Nationale Bibliotheek van Israël: 987007429931705171
- Nederlandse Thesaurus van Auteursnamen: 075078155
- Système universitaire de documentation: 08443709X
- Virtual International Authority File: 5128223
- WorldCat: E39PBJkdf9wPv8Wwxx7mFbBVmd